# Je zal maar uitverkoren zijn
Je zal maar uitverkoren zijn is een televisieprogramma dat elke zondagmiddag wordt uitgezonden door de Joodse redactie van de Nederlandse publieke omroep EO.
In deze 6-delige serie wordt de betekenis van de Joden op de meest uiteenlopende terreinen besproken met deskundigen; van de wetenschap tot de showbusiness en van de mensenrechten tot de popmuziek. Want al maken Joden slechts 0,14 % van de wereldbevolking uit, hun bijdrage aan de samenleving is onevenredig groot.

## Afleveringen
1. Een draagbare identiteit, 11 november 2018
2. De schoonheid van imperfectie, 18 november 2018
3. De keuze tussen goed en kwaad, 25 november 2018
4. De kracht van de buitenstaander, 2 december 2018
5. De betekenis van macht en onmacht, 9 december 2018
6. De wereld verbeteren, 16 december 2018
7. De maakbare toekomst, 1 september 2019